# كادالسو دي لوس فيدريوس
كادالسو دي لوس فيدريوس (بالإنجليزية: Cadalso de los Vidrios)‏ هي بلدية ومدينة في منطقة الحكم الذاتي وتقع في منطقة مدريد في وسط إسبانيا. تبلغ مساحة هذه المدينة   (كم²)، ويبلغ عدد سكانها   نسمة حسب إحصاء سنة 2008 م.

## وصلات خارجية
- [www.cadalso.info]